# Laxenecera flavibarbis
Laxenecera flavibarbis är en tvåvingeart som beskrevs av Macquart 1838. Laxenecera flavibarbis ingår i släktet Laxenecera och familjen rovflugor. Inga underarter finns listade i Catalogue of Life.